# Boghead
Boghed – rodzaj węgla sapropelowego odpowiadający stopniowi uwęglenia węgla kamiennego. Charakteryzują się obecnością alg z rodzaju Botreococtus (alginit), oprócz nich w składzie petrograficznym obecny jest bituminit oraz takie macerały jak witrodetrynit i nertodetrynit. Skały tworzą się w środkowych częściach jezior lub torfowisk i są otoczone przez kennele. Charakteryzują się wyższą zawartością części lotnych w porównaniu z kennelami. Boghedy są niewarstwowane, mają tłusty połysk i przełam muszlowy.